# ألبرت فيلد
ألبرت فيلد (بالإنجليزية: Pat Field)‏ هو موظف مدني وسياسي أسترالي، ولد في 11 أكتوبر 1910 في المملكة المتحدة، وتوفي في 1 يوليو 1990 في أستراليا بسبب شنق. انتخب عضو مجلس الشيوخ الأسترالي ‏ عن دائرة كوينزلاند (3 سبتمبر 1975 – 11 نوفمبر 1975).

## روابط خارجية
- ألبرت فيلد على موقع IMDb (الإنجليزية)